# バングラディッシュ大使館
もしかして
- バングラデシュ大使館

ではありませんか？